# The Game Awards 2014

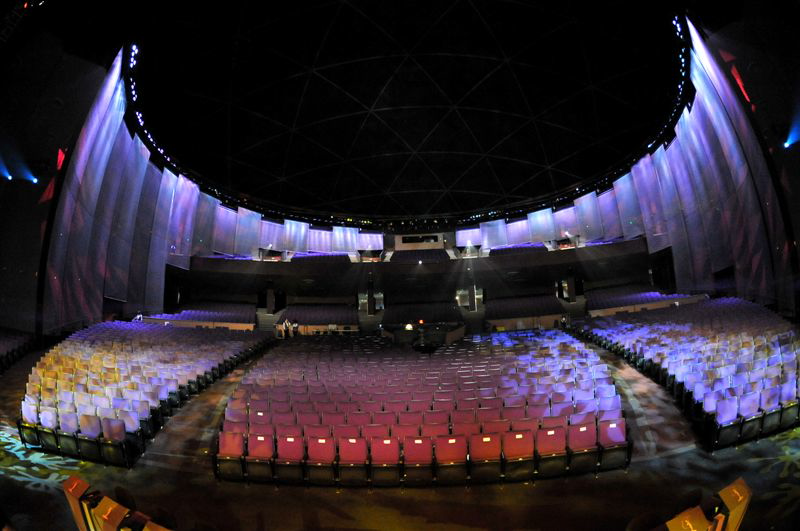
Il The AXIS Auditorium di Las Vegas, dove si è tenuta la cerimonia dei The Game Awards 2014

I The Game Awards 2014, premiazione dedicata ai migliori videogiochi e successi in campo videoludico dell'anno, si sono svolti al The AXIS Auditorium di Las Vegas, Nevada, il 5 dicembre 2014. La cerimonia è stata prodotta e ospitata da Geoff Keighley. La cerimonia è stata la prima dei The Game Awards, che hanno sostituito gli Spike Video Game Awards (VGX nel 2013) ospitati da Keighley e che sono stati interrotti dopo l'edizione del 2013. Dragon Age: Inquisition ha vinto il premio Gioco dell'anno dello show.

## Anteprime
La cerimonia di quest'anno vide 12 anteprime mondiali, tra cui Super Mario Maker, Code Name: S.T.E.A.M. e The Legend of Zelda: Breath of the Wild di Nintendo, Metal Gear Solid V: The Phantom Pain di Kojima Productions, Battlefield Hardline di Visceral Games, Bloodborne di FromSoftware, Until Dawn di Supermassive Games, The Order: 1886 di Ready at Dawn, Lara Croft and the Temple of Osiris di Crystal Dynamics, The Witcher 3: Wild Hunt di CD Projekt RED; King's Quest di The Odd Gentlemen, Adr1ft di Three One Zero e Godzilla di Natsume. Altre anteprime durante l'evento inclusero Before di Facepunch Studios, The Banner Saga 2 di Stoic, Tacoma di Fullbright, Human Element di Robotoki e No Man's Sky di Hello Games.
Il broadcasting dell'evento ha ottenuto un'audience di circa 1,9 milioni di spettatori in tutto il mondo.

## Candidati e vincitori
Le candidature per i The Game Awards 2014 vennero rivelate il 20 novembre 2014. I videogiochi candidati avrebbero dovuto avere una data di pubblicazione non successiva al 25 novembre dello stesso anno per essere in lista.
I vincitori vennero annunciati durante la cerimonia, il 5 dicembre 2014. Questi ultimi sono evidenziati in grassetto.

### Votati dalla giuria
| Videogioco dell'anno | Sviluppatore dell'anno |
| --- | --- |
| - Dragon Age: Inquisition – sviluppato da BioWare - Bayonetta 2 – sviluppato da PlatinumGames - Dark Souls II – sviluppato da FromSoftware - Hearthstone: Heroes of Warcraft – sviluppato da Blizzard Entertainment - La Terra di Mezzo: L'ombra di Mordor – sviluppato da Monolith Productions | - Nintendo - Blizzard Entertainment - Monolith Productions - Telltale Games - Ubisoft Montreal |
| Miglior videogioco indipendente | Miglior videogioco portatile/mobile |
| - Shovel Knight – sviluppato da Yacht Club Games - Broken Age Act I – sviluppato da Double Fine Productions - Monument Valley – sviluppato da Ustwo - Transistor – sviluppato da Supergiant Games - The Vanishing of Ethan Carter – sviluppato da The Astronauts | - Hearthstone: Heroes of Warcraft – sviluppato da Blizzard Entertainment - Bravely Default – sviluppato da Silicon Studio e Square Enix - Monument Valley – sviluppato da Ustwo - Super Smash Bros. for Nintendo 3DS – sviluppato da Sora Ltd e Bandai Namco Games - Threes – sviluppato da Sirvo |
| Miglior narrativa | Miglior colonna sonora |
| - Valiant Hearts: The Great War – scritto da Matt & Ed - South Park: The Stick of Truth – scritto da Trey Parker e Matt Stone - The Walking Dead: Season Two – scritto da Nick Breckon e Andrew Grant - The Wolf Among Us – scritto da Pierre Shorette - Wolfenstein: The New Order – scritto da Jerk Gustafsson, Tom Keegan e Jens Matthies                                                                | - Destiny – realizzata da Michael Salvatori, C. Paul Johnson, Martin O'Donnell e Paul McCartney - Alien: Isolation – realizzata da Byron Bullock, Sam Cooper, Jeff van Dyck, Christian Henson, Joe Henson, Haydn Payne e Alexis Smith - Child of Light – realizzata da Béatrice Martin - Sunset Overdrive – realizzata da Boris Salchow - Transistor – realizzata da Darren Korb                                                       |
| Miglior interpretazione | Games for Change |
| - Trey Parker interprete di "Personaggi Vari" – in South Park: Il bastone della verità - Adam Harrington interprete di "Bigby Wolf" – in The Wolf Among Us - Kevin Spacey interprete di "Jonathan Irons" – in Call of Duty: Advanced Warfare - Melissa Hutchison interprete di "Clementine" – in The Walking Dead: Season Two - Troy Baker interprete di "Talion" – in La Terra di Mezzo: L'ombra di Mordor | - Valiant Hearts: The Great War – sviluppato da Ubisoft Montpellier - Mountain – sviluppato da David OReilly - Never Alone – sviluppato da Upper One Games e E-Line Media - The Last of Us: Left Behind – sviluppato da Naughty Dog - This War of Mine – sviluppato da 11 bit studios |
| Miglior videogioco sparatutto | Miglior videogioco d'avventura dinamica |
| - Far Cry 4 – sviluppato da Ubisoft Montreal - Call of Duty: Advanced Warfare – sviluppato da Sledgehammer Games - Destiny – sviluppato da Bungie - Titanfall – sviluppato da Respawn Entertainment - Wolfenstein: The New Order – sviluppato da MachineGames | - La Terra di Mezzo: L'ombra di Mordor – sviluppato da Monolith Productions - Assassin's Creed: Unity – sviluppato da Ubisoft Montreal - Alien: Isolation – sviluppato da The Creative Assembly - Bayonetta 2 – sviluppato da PlatinumGames - Sunset Overdrive – sviluppato da Insomniac Games |
| Miglior videogioco di ruolo | Miglior videogioco picchiaduro |
| - Dragon Age: Inquisition – sviluppato da BioWare - Bravely Default – sviluppato da Silicon Studio e Square Enix - Dark Souls II – sviluppato da FromSoftware - Divinity: Original Sin – sviluppato da Larian Studios - South Park: Il bastone della verità – sviluppato da Obsidian Entertainment e South Park Digital Studios                                                                             | - Super Smash Bros. for Wii U – sviluppato da Sora Ltd. e Bandai Namco Games - Killer Instinct: Season Two – sviluppato da Double Helix Games, Iron Galaxy Studios, Rare e Microsoft Studios - Persona 4 Arena Ultimax – sviluppato da Arc System Works - Super Smash Bros. for Nintendo 3DS – sviluppato da Sora Ltd. e Bandai Namco Games - Ultra Street Fighter IV – sviluppato da Capcom                                           |
| Miglior videogioco per famiglie | Miglior videogioco sportivo/simulatore di guida |
| - Mario Kart 8 – sviluppato da Nintendo EAD - Disney Infinity: Marvel Super Heroes – sviluppato da Avalanche Software - Fantasia: Music Evolved – sviluppato da Harmonix - Skylanders: Trap Team – sviluppato da Toys for Bob and Beenox - Tomodachi Life – sviluppato da Nintendo SPD | - Mario Kart 8 – sviluppato da Nintendo EAD - FIFA 15 – sviluppato da EA Canada - Forza Horizon 2 – sviluppato da Playground Games, Sumo Digital and Turn 10 Studios - NBA 2K15 – sviluppato da Visual Concepts - Trials Fusion – sviluppato da RedLynx, Ubisoft Shanghai and Ubisoft Kiev |
| Miglior videogioco online | Miglior operazione di restauro |
| - Destiny – sviluppato da Bungie - Call of Duty: Advanced Warfare – sviluppato da Sledgehammer Games, High Moon Studios e Raven Software - Dark Souls II – sviluppato da FromSoftware - Hearthstone: Heroes of Warcraft – sviluppato da Blizzard Entertainment - Titanfall – sviluppato da Respawn Entertainment                                                                                            | - Grand Theft Auto V – ad opera di Rockstar North - Halo: The Master Chief Collection – ad opera di 343 Industries, originariamente sviluppato da Bungie e 343 Industries - Pokémon Rubino Omega e Zaffiro Alpha – ad opera di Game Freak - The Last of Us Remastered – ad opera di Naughty Dog - Tomb Raider: Definitive Edition – ad opera di Nixxes Software and United Front Games, originariamente sviluppato da Crystal Dynamics |

### Votati dai fan
| Videogioco più atteso | Giocatore di sport elettronici dell'anno                                                                                         |
| --- | --- |
| - The Witcher 3: Wild Hunt – in sviluppo da CD Projekt RED - Batman: Arkham Knight – in sviluppo da Rocksteady Studios - Uncharted 4: Fine di un ladro – in sviluppo da Naughty Dog - Evolve – in sviluppo da Turtle Rock Studios - Bloodborne – in sviluppo da FromSoftware | - Matt “NaDeSHoT” Haag - Christopher "GeT RiGhT" Alesund - Martin ‘Rekkles’ Larsson - James “Firebat” Kostesich - Xu “Fy” Linsen |
| Squadra di sport elettronici dell'anno | Trending Gamer |
| - Ninjas in Pyjamas - Evil Geniuses - Samsung White - Newbee - Edward Gaming | - TotalBiscuit - Evan "Vanoss" Fong - Jeff Gerstmann - PewDiePie - StampyLongHead                                                |
| Miglior creazione dei fan | |
| - Twitch Plays Pokémon – di anonimo - Luigi Death Stare – di CZBwoi and Rizupicorr - "It's Dangerous to Go Alone" – di Starbomb - Minecraft - Titan City – by Colonial Puppet - "Mine the Diamond (Minecraft Song)" – di Tobuscus                                            | |

### Premio onorario
| Icona dell'industria                                     |
| -------------------------------------------------------- |
| - Ken Williams e Roberta Williams (Sierra Entertainment) |

## Videogiochi con più candidature e premi
| Candidature | Videogioco                                 |
| ----------- | ------------------------------------------ |
| 3           | Call of Duty: Advanced Warfare             |
| 3           | Dark Souls II                              |
| 3           | Destiny                                    |
| 3           | Hearthstone: Heroes of Warcraft            |
| 3           | La Terra di Mezzo: L'ombra di Mordor       |
| 3           | South Park: Il bastone della verità        |
| 2           | Alien: Isolation                           |
| 2           | Bayonetta 2                                |
| 2           | Bravely Default                            |
| 2           | Dragon Age: Inquisition                    |
| 2           | Mario Kart 8                               |
| 2           | Monument Valley                            |
| 2           | Sunset Overdrive                           |
| 2           | Super Smash Bros. for Nintendo 3DS e Wii U |
| 2           | Titanfall                                  |
| 2           | Valiant Hearts: The Great War              |
| 2           | Transistor                                 |
| 2           | The Walking Dead: Season Two               |
| 2           | The Wolf Among Us                          |
| 2           | Wolfenstein: The New Order                 |

| Premi | Videogioco                    |
| ----- | ----------------------------- |
| 2     | Destiny                       |
| 2     | Dragon Age: Inquisition       |
| 2     | Mario Kart 8                  |
| 2     | Valiant Hearts: The Great War |

### Esplicative
1. ↑  Per "Games for Change" si intende quei videogiochi dall'alto impatto emotivo o tematico, così da coinvolgere questioni legate alla società e al di fuori del medium videoludico.

1. ↑  Questa categoria comprende quei videogiochi che hanno subito operazioni di restauro e miglioramento grafico e sono stati pubblicati in versioni definite remaster.

1. ↑  Con "Tranding Gamer" si intende una figura d'intrattenimento legata ai videogiochi che durante l'anno ha mostrato e conosciuto un periodo di dirompente ascesa sul pubblico di Internet e nei social media.

### Fonti
1. ↑  (EN) There will be 12 world premieres at The Game Awards 2014, su VG247, 1º dicembre 2014. URL consultato il 10 aprile 2018.
2. ↑  (EN) The Game Awards audience up 65 percent to 3.8M, su Polygon, 6 dicembre 2016. URL consultato il 10 aprile 2018.
3. 1 2  (EN) Here are the nominees for The Game Awards 2014, su Polygon, 21 novembre 2014. URL consultato il 10 aprile 2018.
4. ↑  (EN) Here are the winners of The Game Awards 2014, su Polygon, 5 dicembre 2015. URL consultato il 10 aprile 2018.